# Delia polaris
Delia polaris är en tvåvingeart som beskrevs av Griffiths 1991. Delia polaris ingår i släktet Delia och familjen blomsterflugor.
Artens utbredningsområde är Northwest Territories, Kanada. Inga underarter finns listade i Catalogue of Life.